# Эндоцерас
Эндоцерас (лат. Endoceras, от др.-греч. ἔνδον — внутри и κέρας — рог) — род вымерших гигантских головоногих моллюсков. Эндоцерасы плавали в морях нашей планеты в ордовикском периоде. Их окаменелости найдены в Боливии, Гренландии (Дания), Иране, Канаде, Китае, Малайзии, Норвегии, России, США, Франции, Чехии, Швеции, Эстонии, Южной Корее. В России окаменелости эндоцерасов встречаются, в частности, в каньоне реки Лава, Ленинградская область (имел место научный курьез: местные жители считали окаменелости эндоцерасов останками человеческих позвоночников и связывали их с погибшими в годы Гражданской войны красноармейцами).

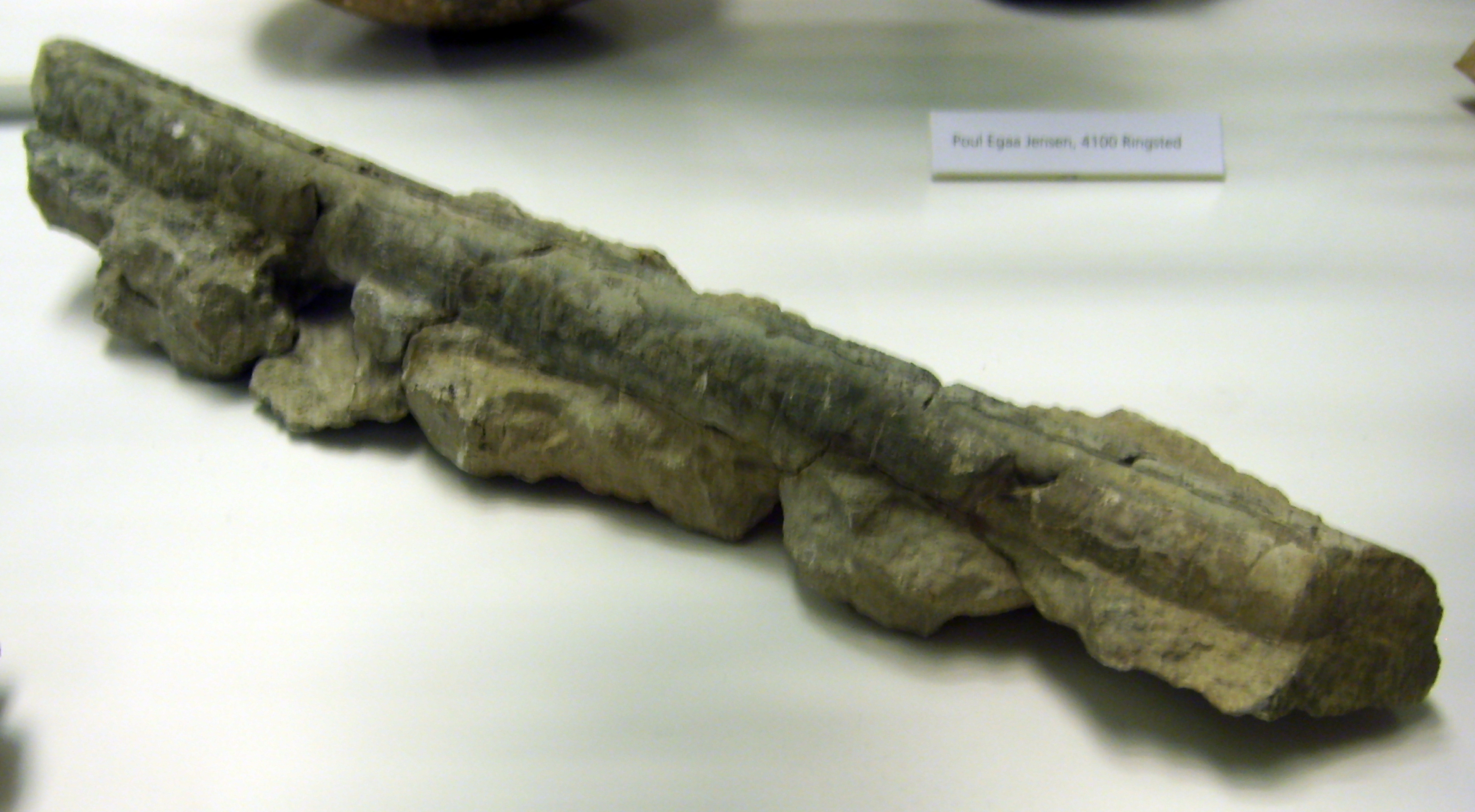
Эндоцерас из Дании

Это были очень крупные животные для своего времени: взрослые особи достигали 8 м в длину. Эндоцерасы были гигантскими хищниками, охотившимися на трилобитов и ракоскорпионов. Это были активные животные, развивавшие большую скорость в толще воды.
Типовой вид — Endoceras proteiforme — был описан в 1847 году.
Эндоцерасы очень напоминали своего ближайшего родственника — камероцераса (Cameroceras hennepini), от которого они отличались, главным образом, меньшими размерами. Эти животные принадлежат к семейству Endoceratidae. Эндоцерасы напоминали появившихся позднее белемнитов, но были гораздо крупнее.

## Виды
1. †Endoceras annuliferum Flower 1941
2. †Endoceras aristides Billings 1865
3. †Endoceras baffinense Foerste 1928
4. †Endoceras baylorense Ulrich et al. 1944
5. †Endoceras calvini Ulrich et al. 1944
6. †Endoceras champlainense Ruedemann 1906
7. †Endoceras deparcum Billings 1859
8. †Endoceras eburneolum Stauffer 1937
9. †Endoceras fulgur Billings 1866+
10. †Endoceras glaucus Billings 1865
11. †Endoceras hageri Hall 1861
12. †Endoceras hasta d’Eichwald 1860
13. †Endoceras hudsoni Ruedemann 1906
14. †Endoceras indigator Billings 1865
15. †Endoceras knighti Ulrich et al. 1944
16. †Endoceras lamottense Ulrich et al. 1944
17. †Endoceras lawrencense Ulrich et al. 1944
18. †Endoceras logani Ulrich et al. 1944
19. †Endoceras magister Ruedemann 1906
20. †Endoceras microlobatum Flower 1958
21. †Endoceras naekki Kröger and Aubrechtová 2019
22. †Endoceras perannulatum Portlock 1843
23. †Endoceras philipsburgense Ulrich et al. 1944
24. †Endoceras primigenium Vanuxem 1842
25. †Endoceras proteiforme Hall 1847
26. †Endoceras raymondi Flower 1958
27. †Endoceras richardsoni Ulrich et al. 1944
28. †Endoceras sansabaense Ulrich et al. 1944
29. †Endoceras seticornium Strand 1934
30. †Endoceras tityrus Billings 1865
31. †Endoceras trundlesense Ulrich et al. 1944
32. †Endoceras vaginatum Schlotheim 1820+
33. †Endoceras warthini Ulrich et al. 1944
34. †Endoceras yellvillense Ulrich et al. 1944